# Apple Color Printer
De Apple Color Printer was de eerste kleureninktjetprinter van Apple Computer die in januari 1993 op de markt verscheen. De printer maakte gebruik van Canon printtechnologie. Het model werd in februari 1994 geschrapt toen Apple de Color StyleWriter-printerserie introduceerde.
De printer had een maximale resolutie van 360 dpi en was via SCSI op de computer aangesloten. Naast gewoon papier kon er ook op overheadsheets geprint worden. In tegenstelling tot veel inkjetprinters uit die tijd had de Apple Color Printer geen last van afdrukvertragingen veroorzaakt door trage communicatie met de computer die de rasterisatie uitvoerde, aangezien de SCSI-bus relatief snel is. Dit maakte de Apple Color Printer echter een duur apparaat, met tegenvallende verkoopcijfers tot gevolg.